# عروس در محل پرداخت شد
عروس در محل پرداخت شد (انگلیسی: The Bride Came C.O.D.) کمدی رمانتیک اسکروبالی‌ست که در سال ۱۹۴۱ به کارگردانی ویلیام کیلی ساخته شد و بازیگران اصلی آن جیمز کَگنی و بت دیویس هستند.

## خلاصه داستان
خلبانی به نام «استیو کالینز» (جیمز کَگنی) موافقت می‌کند تا رهبر گروه موسیقی، آلن برایس (جک کارسون) و جوآن وینفیلد (بت دیویس) که دختر مردی ثروتمند است را کمک کند تا مخفیانه ازدواج کنند. از آن طرف، استیو با پدر دختر، لوسیوس (یوجین پلت) تماس می‌گیرد و می‌گوید که مانع از ازدواجشان خواهد شد و در ازای مبلغی که بتواند قرضش را بدهد دختر را به دست پدر خواهد رساند.
استیو با فریب دادن، آلن را از هواپیما پیاده می‌کند، سپس با جوآن پرواز می‌کند. وقتی جوآن با عصبانیت تلاش می‌کند از هواپیما به بیرون بپرد، استیو می‌بیند که چتر نجات را برعکس پوشیده، کشاکش آن دو باعث سقوط هواپیما در نزدیکی شهر متروکه‌ای (بونانزا) می‌شود. فردا صبح با تنها ساکن شهر، «پاپ» تالیور (هری دونپورت) روبه‌رو می‌شوند. جوآن به معدن متروکه‌ای فرار می‌کند. استیو او را تعقیب می‌کند و هر دو در اثر سقوط سقف تونل در آنجا گیر می‌افتند. استیو راهی برای خروج پیدا می‌کند، ولی به توصیه پاپ آن را از جوآن مخفی می‌کند. جوآن فکر می‌کند که در آنجا خواهند مرد، زندگی‌اش را مرور می‌کند و از بیهودگی آن احساس پشیمانی می‌کند. استیو اعتراف می‌کند که دوستش دارد، ولی وقتی می‌بوسدش، جوآن مزه غذا را روی لب او احساس می‌کند و می‌فهمد که راهی برای خروج یافته‌است. آن دو از معدن خارج و و متوجه می‌شوند که آلن با همراهی قاضی نوادا آنها را پیدا کرده‌است.
استیو با ازدواج آلن و جوآن مخالفت نمی‌کند، و این واقعیت را پنهان می‌کند که بونانزا در کالیفرنیا است و بنابراین ازدواج بی‌اعتبار است. آن دو پس از عروسی سوار هواپیمای دیگری می‌شوند، ولی جوآن متوجه می‌شود آنها در حقیقت ازدواج نکرده‌اند، با چتر نجات بیرون می‌پرد و به استیو می‌پیوندد. آنها با موافقت پدر ازدواج می‌کنند و ماه عسل را در بونانزا می‌گذرانند.

## بازیگران
- جیمز کَگنی در نقش استیو کالینز
- بت دیویس در نقش جوآن وینفیلد
- جک کارسون در نقش آلن برایس
- استوارت اروین در نقش تامی کینن
- یوجین پلت در نقش لوسیوس ک. وینفیلد
- جورج توبیاس در نقش پیوی دافو
- ویلیام فرالی در نقش کلانتر مک‌گی
- هری دونپورت در نقش «پاپ» تالیور

Source:

## تولید

بلانکا ف. راکت که در فیلم برای «آدم‌ربایی» کگنی استفاده شد.

کگنی و دیویس هر دو مایل به تغییر پرسونای خود در فیلم‌ها بودند، کگنی می‌خواست از نقش‌های گانگستری خود فاصله بگیرد، و دیویس بیشتر در نقش درامای جدی ظاهر شده بود؛ یک فیلم کمدی رمانتیک راهی برای هر دو بود. کگنی اصرار داشت که برادرش، ویلیام، تهیه‌کننده فیلم باشد؛ موفقیت او در تهیه‌کنندگی «کاپیتان‌های ابرها» را نشانه آمادگی او برای ترک بازیگری و شروع کاری تازه می‌دانست. پس از همکاری با جولیوس و فیلیپ اپستاین در زنی با موهای شرابی بلوند (۱۹۴۱)، برادران کگنی آن دو را برای «تقویت» فیلمنامه وارد پروژه کردند. دیویس انتخاب اول برای نقش جوآن وینفیلد نبود، پیش از آن ان شرایدن، جینجر راجرز و روزالیند راسل برای نقش در نظر گرفته شده بودند و نقش به اولیویا دی هاویلند رسید. با همه اینها با حمایت هال بی. والیس دیویس به نقش مورد نظرش رسید. فیلمبرداری اصلی در دره مرگ، کالیفرنیا، در سال ۱۹۴۱ انجام شد و به علت افزایش دمای زیاد دچار مشکل شد؛ ایرادهای فیلمنامه برطرف نشد؛ دیویس روی کاکتوس افتاد و ۴۵ خار از پشتش بیرون کشیده شد.

## بازخورد
نیویورک تایمز با عنوان «شلوغ‌بازیِ قابل استفاده» عروس در محل پرداخت شد را رد کرد. آرچر وینستون منتقد نیویورک پست مختصر نوشت: «باشه، جیمی و بت. شیطنت خودتون رو کردید. حالا برید سر کار.» با وجود بررسی‌های منتقدان، فیلم در گیشه موفق بود و در میان بیست فیلم پرفروش سال قرار گرفت. دیویس در مصاحبه‌ها و زندگینامه‌های بعدی خود عروس در محل نقد شد را تمسخر کرد، به طعنه گفت «بش گفتند کمدی» او شکایت کرد که «تنها چیزی که از فیلم به دست آوردم، نشیمنگاهی پر از خار بود.»
یکسال بعد چاک جونز (انیماتور) پرنده در محل پرداخت شد را با اقتباس از فیلم ساخت. نقدهای سالهای اخیر فیلم را «نه خاطره‌انگیز، نه خنده‌دار» توصیف کرده‌اند اما گفته‌اند که حتی در فرمولی فراموش‌شدنی، دو ستاره ارزش تماشا کردن دارند.

## اجرای رادیویی
در ۲۹ دسامبر ۱۹۴۱ عروس در محل پرداخت شد در تئاتر لاکس رادیو اجرا شد. در آن باب هوپ و هِدی لامار ایفای نقش کردند.

## یادداشت
1. ↑  کاپیتان‌های ابرها در سال ۱۹۴۱ تولید، و در سال ۱۹۴۲ منتشر شد؛ فیلمی با موضوع هوانوردی بود، که با توجه به ترس کگنی از پرواز، غیرمنتظره بود.
2. ↑  قرار بود در صحنه پریدن دیویس بدلی داشته باشد، ولی اتفاقی روی کاکتوسی افتاد و صحنه در فیلم باقی ماند.

## واژگان
1. ↑  Captains of the Clouds (1942)
2. ↑  The Bird Came C.O.D.